# بادخورک‌های نوآفریقا
بادخورک‌های نوآفریقا یا نوآفریقابادخورک‌ها (نام علمی: Neafrapus) یک سرده بادخورک از خانواده بادخورکان (Apodidae) است. این سرده دو گونه را دربردارد:
- دم‌خاری بوهم (Neafrapus boehmi)
- دم‌خاری کاسین (Neafrapus cassini)